# 徐福記
徐福記國際有限公司，簡稱徐福記國際，以及徐福記（英語：Hsu Fu Chi International Limited），設立於東莞，以東莞徐記食品公司為中心，現為雀巢集團旗下的中國甜點製造商。

## 历史
徐福記創始於1978年，創辦者台灣徐氏四兄弟，曾分別在台灣經營徐記食品，徐福記食品、安可食品、巧比食品等知名品牌。徐福記被譽為"二十年金字招牌"。在1992年，徐氏四兄弟转战廣東，在東莞創立徐福記公司总部。業務为在中國經營生產及銷售各種糖果產品，曾在2006年12月6日於新加坡交易所主板上市，在2011年12月23日除牌之前，於2011年7月12日，全球最大食品商雀巢集团進行出資110億元人民幣收購徐福記60%的股份，其他40%則由徐氏家族持有。
2025年3月3日，雀巢与徐福记達成协议，收购徐福记创始人徐氏家族（徐氏四兄弟）40%的股权，全资控股徐福记，自此徐福记正式纳入雀巢旗下子公司。

## 事件
徐家四兄弟之一的老么徐梗遭到判刑。判決書指出：「被告單位東莞徐記公司、珠海合順興公司以及被告人張清梅、古慶松、張利君逃避海關監管，以偽報品名、低報價格等方式走私貨物入境，偷逃應繳稅額，其行為均已構成走私普通貨物罪，被告人徐梗身為被告單位東莞徐記公司協理，被告人盧武明身為被告單位珠海合順興公司法定代表人，在該二被告單位的走私犯罪中均是直接負責的主管人員，其行為均構成走私普通貨物罪。」
法院還指稱：「公訴機關指控被告單位東莞徐記公司、珠海合順興公司以及被告人徐梗、盧武明、張清梅、古慶松、張利君的犯罪事實清楚，證據確實、充分，罪名成立。在本案共同走私犯罪中，被告單位東莞徐記公司、被告人徐梗是主犯，依法應當按照其所參與的全部犯罪處罰。」

## 外部連結
- 官方网站
- 徐福記的新浪微博